# 絵心経

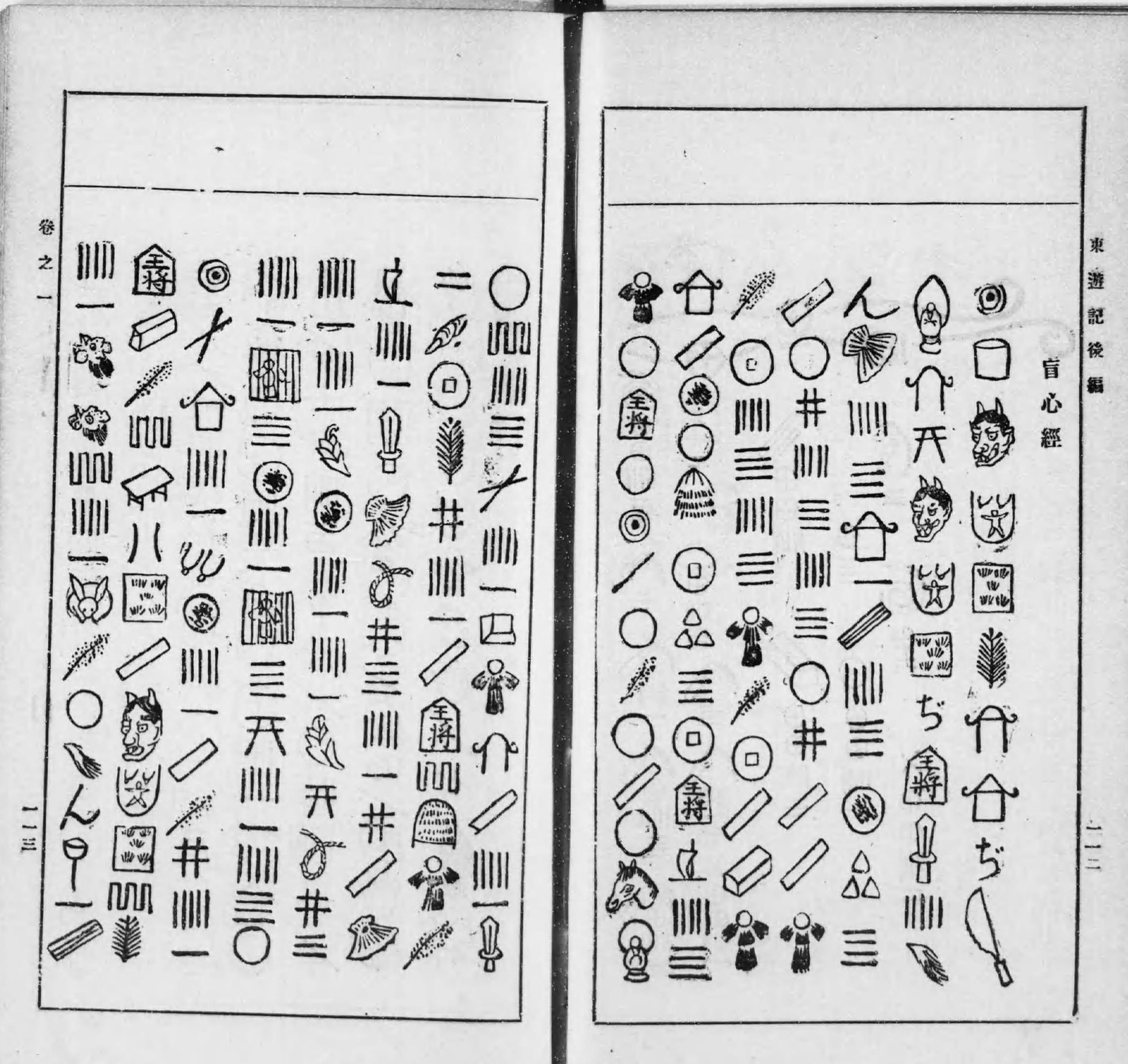
橘南谿『東遊記』より、絵心経の例。

絵心経（えしんぎょう）は、文盲（主に庶民）のために般若心経の文言を絵で表現したもの。
元禄年間の田山村（現在の岩手県八幡平市）で善八という男によって描かれたものが最初であるという。文化初年、盛岡で改良されたものが日本各地に広まった。盲心経（めくらしんきょう）ともいわれたが、現代では人権上好ましくない表現として使うことが憚られている。

## 歴史
正徳年間（1711年-1716年）に、南部藩の二戸郡田山村（現八幡平市田山）の庄屋の書き役を務めていた善八が、村人の疲弊を救い、産業の振興を図ろうと一念発起して独創されたのが盲暦である。さらに、病気で倒れ発狂したりする村人の為に作られたのがめくら般若心経（絵心経）であり、めくら帳であり、めくら証文であった。当初は田山村内だけに配布されていたが、評判は他町村に伝わり、鹿角や浄法寺に配布されるようになった。後に、三戸や八戸、盛岡の市日でも販売されるようになった。この暦と絵心経は天明4年（1786年）橘南渓の東遊記によってはじめて全国に紹介され、一躍有名になった。初めて記録したのは菅江真澄で、「けふの狭布」に天明3年（1785年）に記録している。
農村、特に文化の低い農村には昔から日常の生活の中で、農作業や生活のあり方、天候等について指示を与える人が必要であった。こういう人を村人たちは「日知り（聖）」と呼んでいた。盲歴の考案者である善八も聖であった。盲心経の発祥は盲暦よりも古く、盲歴と同じく正徳年間である。善八は盲心経の他に随求陀羅尼や吉祥陀羅尼、仏母心陀羅尼、法華経を盲心経と同様に絵文字で表している。善八は源右衛門とも称し、書や天文、暦などに明るく、平泉において神社の取り締まりの補佐をしていた。しかし、元禄年間に高価な物品を盗難で紛失した上役の罪を背負い、二戸郡浅沢村の神官である佐藤家に身を隠した。ところが彼の行方を追求する風説があり、同郡田山村の庄屋金沢家に身を寄せた。彼は神官として村人に紹介され、この地で庄屋と書き役、神社運営を手伝った。その後、肝煎の八幡家に婿入りしたが、養父に男子が生まれたので宝永、正徳年間に分家した。田山の絵経文には他に「法華経要文」、「大非心陀羅尼」、「観音和讃」、「願文」など種類が多く、その他時刻表、道標、帳面、お守りなどがあると言われている。

## 特徴
「摩訶般若波羅蜜多心経」は「釜（を逆さに描いてまか）」「般若（の面）」「腹」「箕（農具）」「田んぼ」「神鏡」、「空」は「（物を）喰う」などとユーモラスに描かれている。